# Weslaco
Weslaco es una ciudad ubicada en el condado de Hidalgo en el estado estadounidense de Texas. En el Censo de 2010 tenía una población de 35670 habitantes y una densidad poblacional de 931,06 personas por km².

## Geografía
Weslaco se encuentra ubicada en las coordenadas 26°9′33″N 97°59′17″O / 26.15917, -97.98806. Según la Oficina del Censo de los Estados Unidos, Weslaco tiene una superficie total de 38.31 km², de la cual 38.12 km² corresponden a tierra firme y (0.49%) 0.19 km² es agua.

## Demografía
Según el censo de 2010, había 35670 personas residiendo en Weslaco. La densidad de población era de 931,06 hab./km². De los 35670 habitantes, Weslaco estaba compuesto por el 85.71% blancos, el 0.55% eran afroamericanos, el 0.59% eran amerindios, el 1.17% eran asiáticos, el 0.01% eran isleños del Pacífico, el 10.35% eran de otras razas y el 1.61% pertenecían a dos o más razas. Del total de la población el 84.98% eran hispanos o latinos de cualquier raza.